# Sveti Juraj (Vrsar)
Koordinati:   45°09′01″N, 13°35′30″E
Sveti Juraj je majhen otoček v Jadranskem morju, ki pripada Hrvaški.
Sveti Juraj leži zahodno pred vhodom v mesto in pristanišče Vrsar, od katerega je oddaljen okoli 0,6 km. Njegova površina meri 0,112 km². Dolžina obalnega pasu je 1,73 km.
- seznam otokov na Hrvaškem